# Cedyński Park Krajobrazowy
Cedyński Park Krajobrazowy, je krajinný park u německo-polské státní hranice, zahrnující část úseku veletoku Odra, respektive její polský (pravý) břeh. Nachází se na území gminy Chojna, gminy Cedynia, gminy Moryń a gminy Mieszkowice v okrese Gryfino v Západopomořanském vojvodství. Geograficky se nachází v mezoregionech Dolina Dolnej Odry, Pojezierze Myśliborskie, Kotlina Freienwaldzka a Równina Gorzowska.

## Historie a popis
Cedyński Park Krajobrazowy zahrnuje převážně vodní, zalesněné a mokřadní plochy. Byl založen 1. dubna 1993 a rozkládá se na ploše 308,5 km², s ochrannou zónou o rozloze 531,2 km². Své jméno získal podle města Cedynia. Geomorfologie krajiny parku je ovlivněna zaniklými ledovci doby ledové a činností řeky Odry. Je zde zřízeno několik dalších chráněných území.

## Turistika

### Cyklistika
- Dálková cyklistická trasa Szlak Zielona Odra
- Dálková cyklistická trasa Trasa Pojezierzy Zachodnich

### Pěší turistika
- Dálková trasa pro pěší Szlak Nadodrzański
- Trasa pro pěší Do pomnika Roberta Von Keudell
- Trasa pro pěší Górska Droga
- Trasa pro pěší Szlak przez Rajską Dolinę
- Trasa pro pěší Szlak Wzgórz Morenowych
- Trasa pro pěší Ścieżka Anny

## Galerie

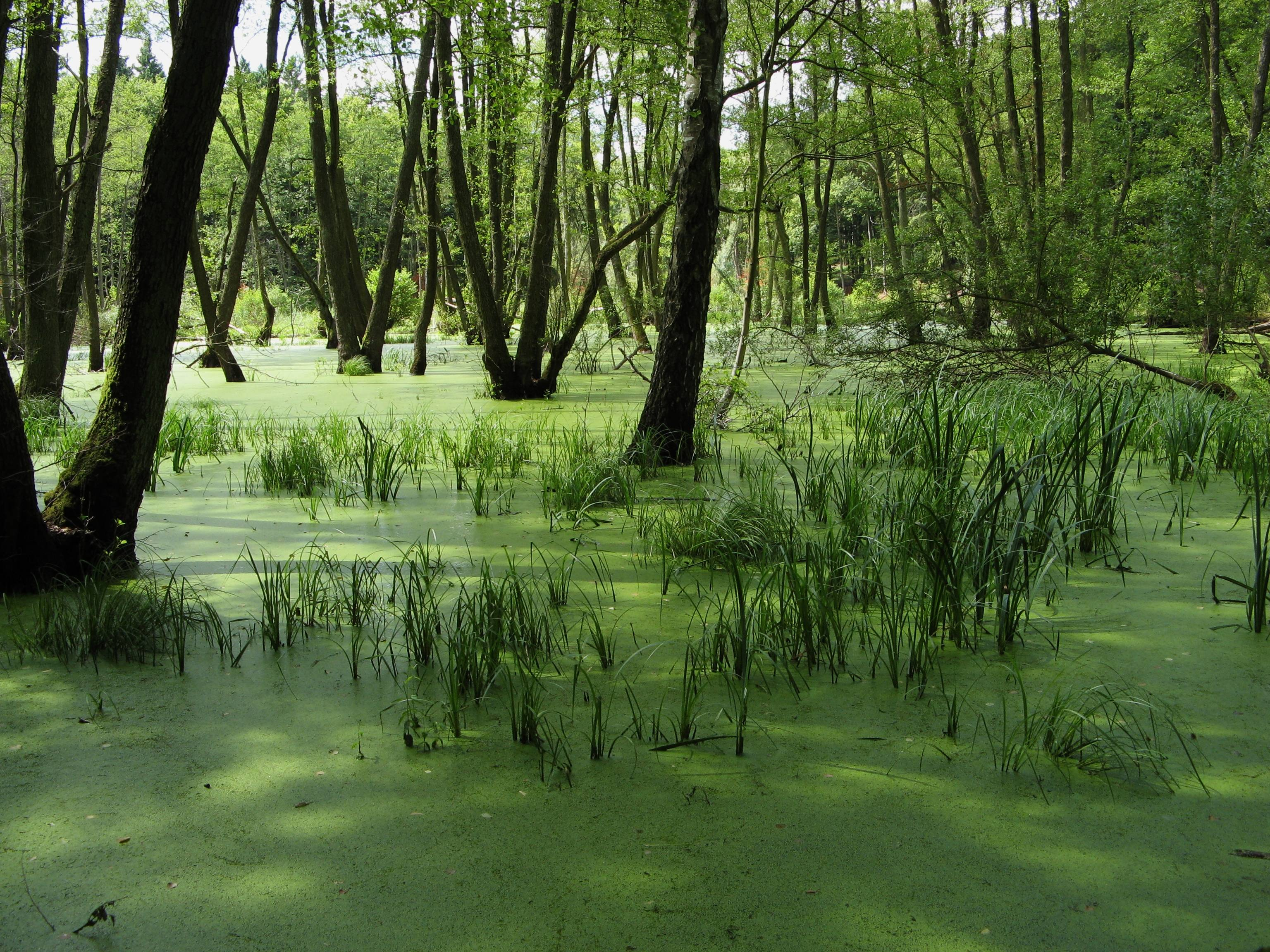
Mokřad
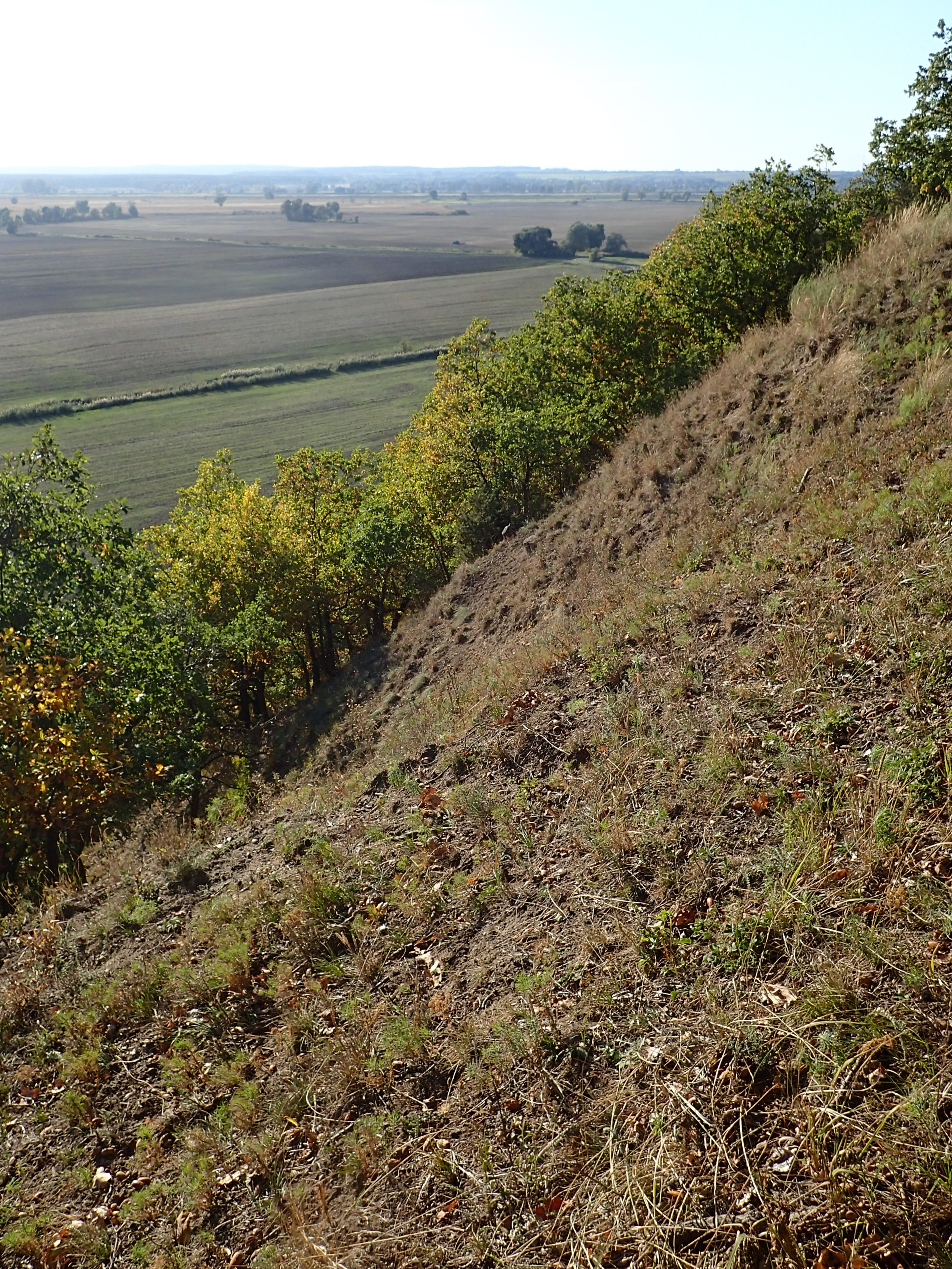
Přírodní rezervace Bielinek (Rezerwat przyrody Bielinek)
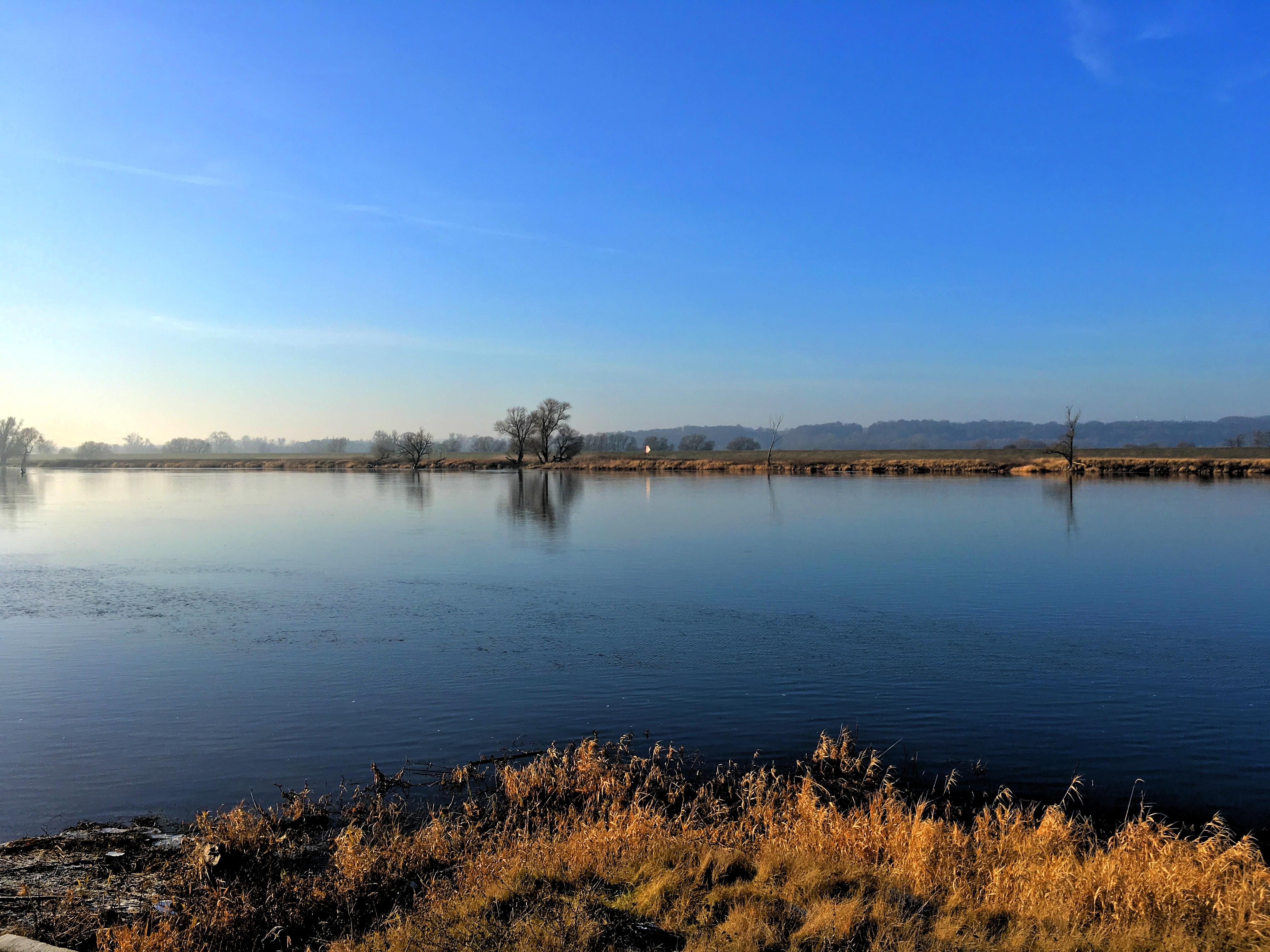
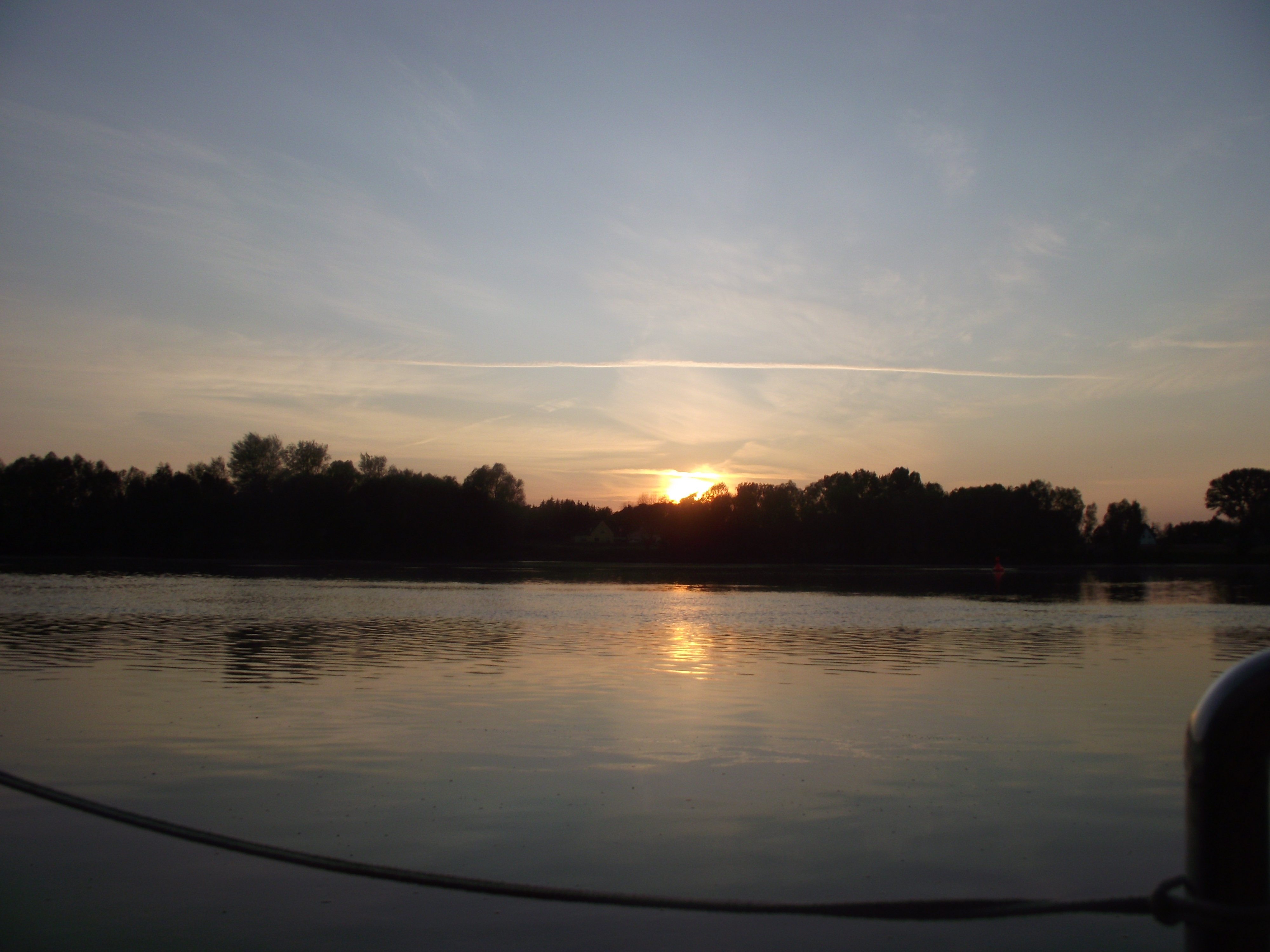
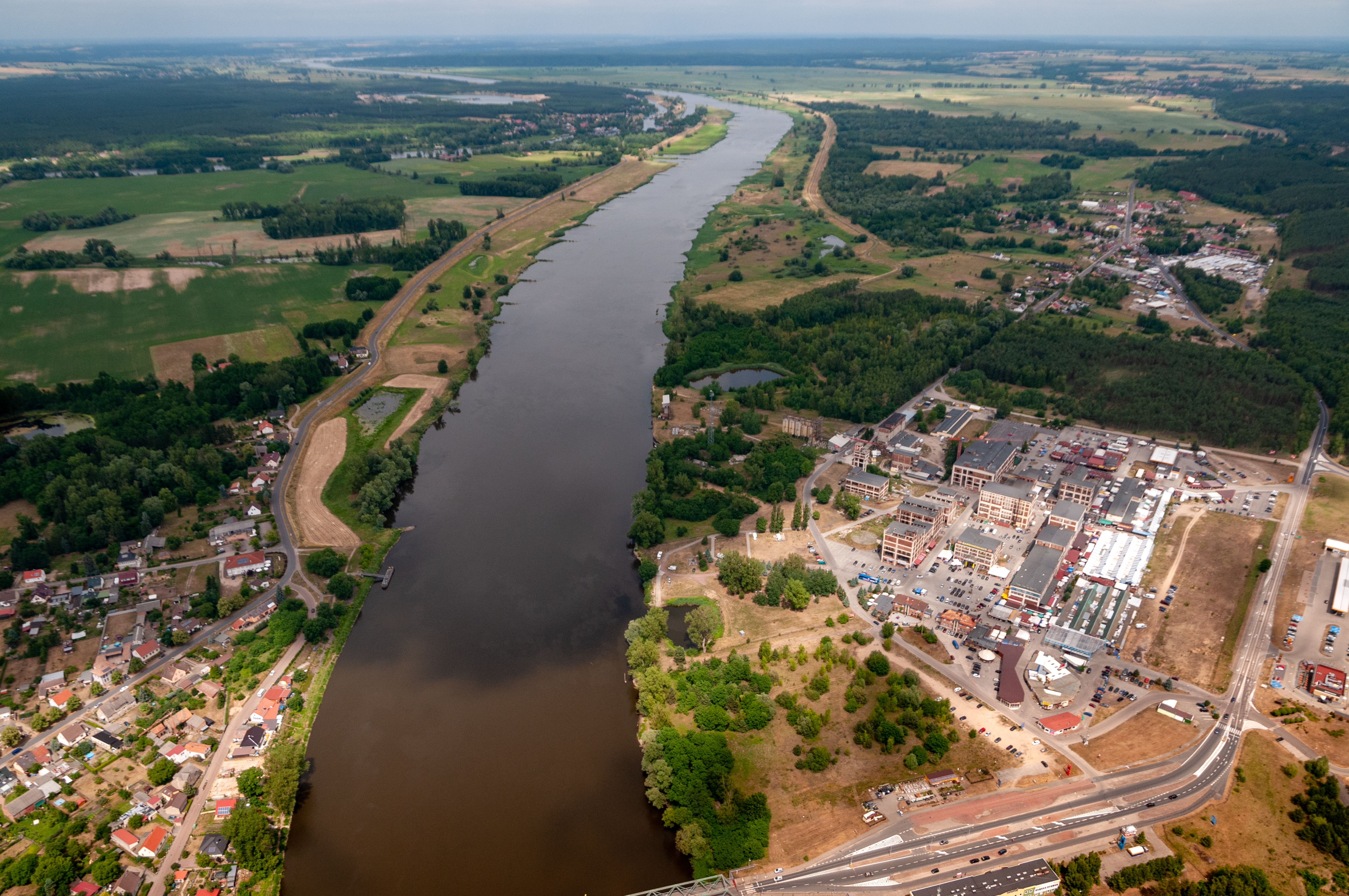
Hohenwutzen & Polenmarkt Osinów Dolny